# Le Margnès
 Le Margnès  là một xã trong tỉnh Tarn thuộc vùng Occitanie ở miền nam nước Pháp. Xã này nằm ở khu vực có độ cao trung bình 900 mét trên mực nước biển.